# Chrysophila
Chrysophila is een geslacht van vlinders van de familie snuitmotten (Pyralidae), uit de onderfamilie Chrysauginae.

## Soorten
- C. auriscutalis Hübner, 1825
- C. basalinealis Warren
- C. flammalis Jones, 1912
- C. rectibasalis Ragonot, 1891